# Famille de Girard de Bazoges
Pour les articles homonymes, voir Familles de Girard.
La famille de Girard de Bazoges est une ancienne famille de la noblesse poitevine, apparue vers 1120 dans le Talmondais et éteinte en 1563 dans la famille de Poussard du Vigean. Ses membres furent notamment seigneurs de Bazoges-en-Pareds, la Guignardière, Moricq, Saint-Martin-Lars, la Tour d'Anguitard, et plus d'une vingtaine d'autres places en Poitou et ailleurs.

## Origines de la famille Girard
Le premier Girard connu est Pierre Girard, chevalier, présent entre 1115 et 1120 dans la suite de Guillaume Chotard, seigneur de Mortagne ; c'est peut être également lui qui offrit un cens annuel de 5 sols lors de la consécration de Saint-Nicolas de la Chaize-le-Vicomte en 1099. On trouve ensuite en 1201 un certain Guillaume Girard, seigneur d'Olonne, qui est nommé sénéchal de Talmond et fonde la branche des Girard de la Guessière. L'arrière-petit-fils de Guillaume, Guillaume III, eut six enfants, parmi lesquels Jehan Girard, son troisième fils. C'est lui qui fonde la branche des Girard de Bazoges.

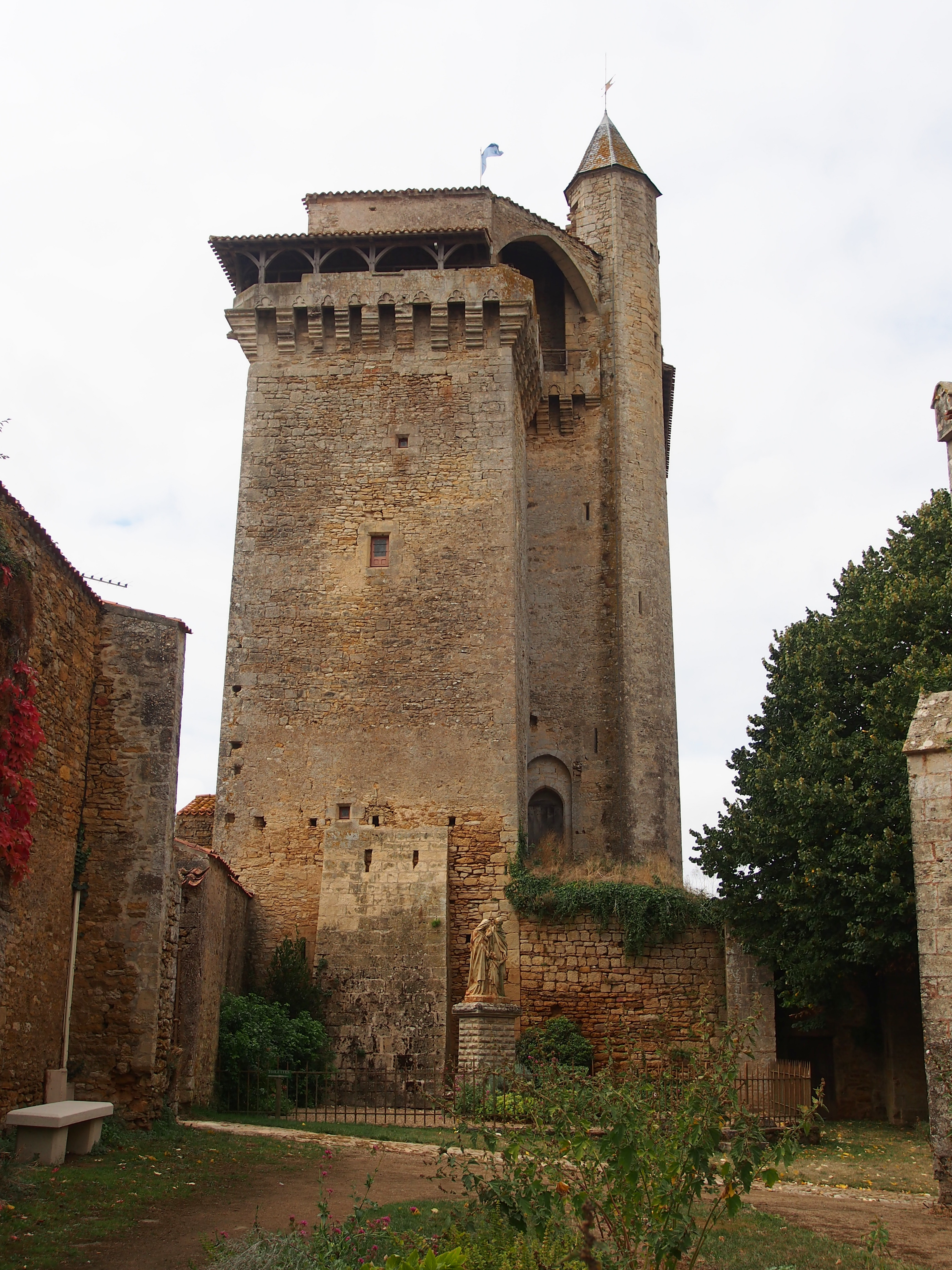
Donjon de Bazoges, construit à partir de 1380 pour Jehan I Girard de Bazoges

En épousant Marie Luneau, dernière descendante des premiers seigneurs de Bazoges-en-Pareds, aux alentours de 1370, Jehan Girard obtient les seigneuries de Bazoges, Moricq, la Guignardière, la Grimaudière, Saint-Marin-Lars, le Châtenay, le Givrand, Mayré, la Tour d'Anguitard et la Grenouillère. Le 29 septembre 1380, il obtient l'autorisation de Guillaume de Parthenay-Larchevêque, seigneur suzerain de Bazoges, de redresser les fortifications du château de Bazoges, rasée par son prédécesseur pour éviter que les Anglais n'en prennent le contrôle. C'est à la suite de cet ordre que l'actuel donjon est construit. Avec son épouse Marie Luneau, ils ont six enfants.

## Règne des Girard sur Bazoges (vers 1370-1563)
Jehan I Girard règne sur Bazoges de son mariage, vers 1370, à sa mort survenue le 4 janvier 1409. C'est son fils aîné Jacques qui lui succède. Seigneur de 1409 à 1418, Jacques décède en ayant eu au moins un fils, Robert, mort avant lui. C'est donc son cadet, Régnault Girard, qui devient seigneur de Bazoges-en-Pareds et des autres terres de Jehan et de Marie, à l'exception de la seigneurie du Givrand qui revient à son cadet, Jean, qui fonde donc une nouvelle branche de la famille, les Girard du Givrand.

### Régnault Girard (1418-1463)

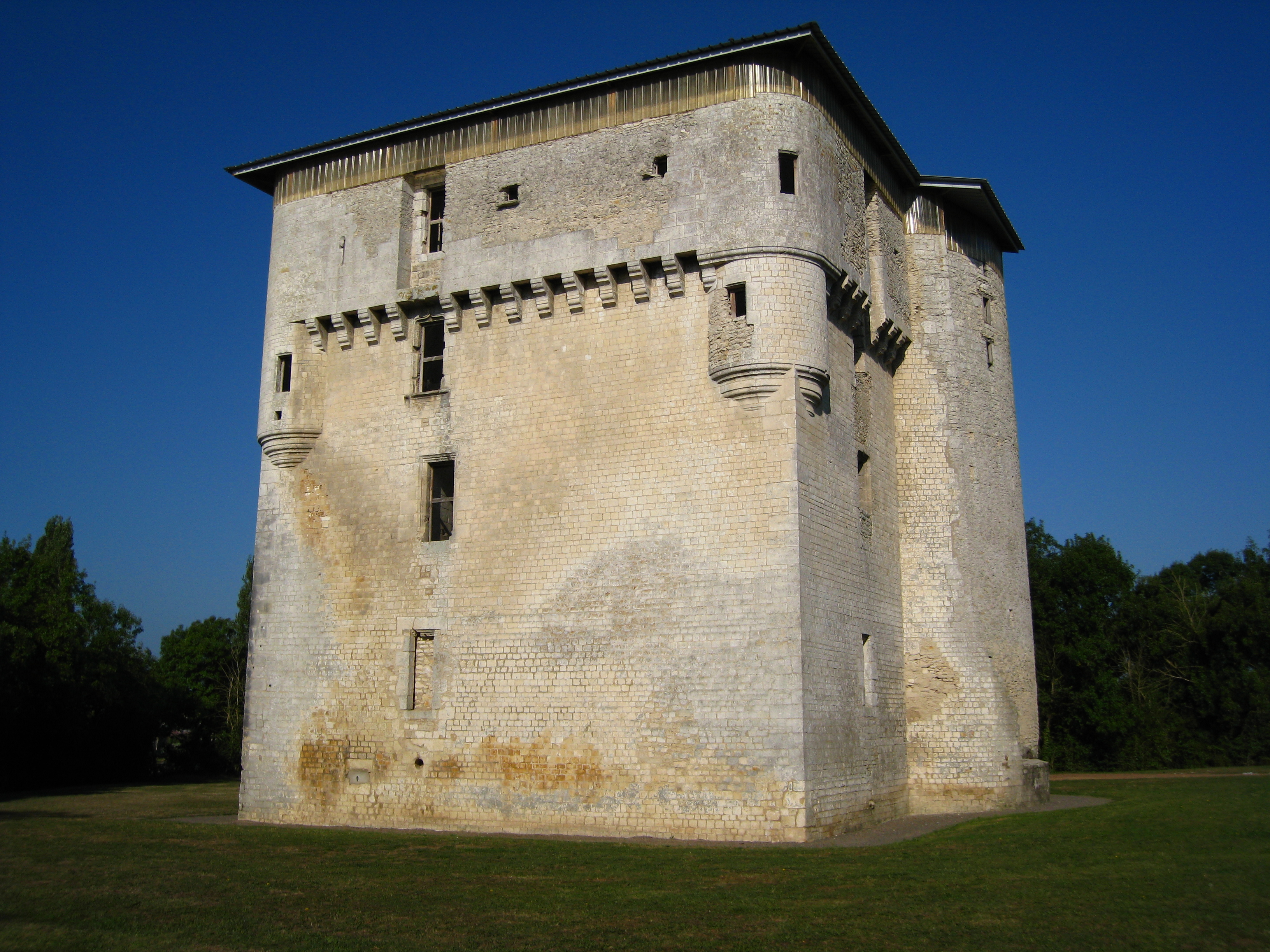
La Tour de Moricq, construite dans les années 1430 à l'initiative de Régnault Girard de Bazoges

Le règne de Régnault Girard sur Bazoges, qui s'écoule de 1418 à 1463 (sous la régence de Marie Luneau, sa mère, au moins jusq'au milieu des années 1420), fait entrer la famille Girard dans les hautes sphères de la cour de France. En 1429, le seigneur de Bazoges s'illustre à la tête de 300 chevaliers et hommes d'armes lors de la prise de Mornac, place forte protégeant l'accès à Bordeaux. Selon Michel Bochaca, Régnault Girard aurait également été maire de La Rochelle en 1413, ce qui paraît peu probable, sauf si Régnault est décédé à un âge fort avancé.
Au début des années 1430, Régnault lance la construction de la Tour de Moricq tel qu'on peut encore la voir aujourd'hui. En 1432, il dirige, aux côtés de Raoul de Grammont, l'ambassade envoyée par Charles VII au duc de Bretagne Jean V, qui parvient au traité de Rennes signé en mars 1432, marquant la fin des hostilités entre le duché de Bretagne et le royaume de France. En 1434, Régnault est « conseiller et maître d'hôtel » du roi Charles VII, qui en fait son ambassadeur auprès de Jacques Ier d'Écosse. L'objectif de Régnault est simple : ramener en France Marguerite Stuart, fille du roi promise en mariage au Dauphin Louis, et avec elle 2 000 hommes d'armes promis par le roi d'Écosse contre les Anglais, le tout en évitant de se faire capturer par les troupes anglaises. Régnault nous a laissé un formidable compte-rendu de cette mission, de son départ du port de La Rochelle le 14 novembre 1434 à son retour en France et au mariage du Dauphin et de la princesse le 24 juin 1436 à Tours. Même s'il ne ramène que 1 200 hommes sur les 2 000 promis à l'origine, la mission est un succès total. Devenu Chambellan de la Dauphine à la suite de cette expédition, il redevient entre 1451 et 1453 Maître d'Hôtel du roi, et mène au nom de Charles VII une dernière ambassade en Aragon en 1447.
Plusieurs affaires judiciaires secouèrent la carrière de Régnault, notamment un conflit avec Louis d'Amboise, vicomte de Thouars, au sujet de la propriété de la Tour de Moricq que d'Amboise revendiquait en tant que Prince de Talmond. Charles VII lui-même parlait de Régnault Girard comme de « nostre amé et feal conseiller maistre de notre hostel, Regnault Girard, chevalier, seigneur de Bazoges ».
Sur le plan local, Régnault Girard obtint du roi la création sur sa seigneurie de Bazoges d'un marché en 1435 ; pour celle de Moricq il obtint la création d'un marché hebdomadaire, le vendredi (lettres de janvier 1453). Selon Henri Filleau (Dictionnaire historique et généalogique des familles du Poitou, t. IV, p. 160), Régnault a épousé Pereytte de Vair, fille d'un échevin de La Rochelle, dont il eut trois enfants : 1° Joachim, qui lui succède ; 2° Bernard, mort sans enfants en 1437 ; 3° Marie, épouse de François Chenin, écuyer. De son deuxième mariage avec Thomasse Laurence, il aurait eu un troisième fils, Louis, chevalier, époux de Jeanne de Montberon, mort sans enfant le 17 février 1458. Le testament de Régnault, rédigé en 1458, nomme sa sœur Helyette et son seul fils survivant ses exécuteurs testamentaires. S'il meurt à Bazoges, il demande à y être enterré, sinon, que son cœur y soit apporté, « que sa figure soit gravé sur sa tombe et ses armes gravées aux quatre coins ».

### Joachim Girard (1463- vers 1470)
Le 8 décembre 1463, Joachim Girard, fils aîné de Régnault, s'intitule « seigneur de Bazoges ». Il avait accompagné son père en Écosse en 1434-1436, où il avait obtenu le commandement d'une nef pour le trajet retour, avant de devenir écuyer de la Dauphine après le mariage de Louis de France et Marguerite Stuart. Le roi Charles VII le nomma ensuite, conjointement avec son père, capitaine et gouverneur de Saint-Michel-en-l'Herm (lettres patentes du 30 novembre 1446) et bailli du grand fief d'Aunis (lettres du 31 juillet 1446).
Après la mort de son père, Joachim devient à son tour seigneur de Bazoges, conseiller et maître d'hôtel du roi Louis XI. On retrouve d'ailleurs la signature de Joachim Girard de Bazoges aux côtés de celles du roi et d'autres grands princes. On retrouve par exemple la mention « ainsi signé le Roy, les comtes du Maine [Charles IV d'Anjou, comte du Maine et de Guise, prince de sang] et de Comminges [Jean, bâtard du duc d'Armagnac, également prince de sang], l'esveque de Poictiers [Jean du Bellay], les sires des Landes [Charles de Melun, baron de Landes] et de Bazoges [Joachim de Girard, seigneur de Bazoges] et autres presens » sous deux lettres patentes datées de 1465.
Joachim Girard, époux de Catherine de Montberon (sœur des vicomtes d'Aulnay), eut quatre enfants. Parmi eux, le puiné Jacques devint seigneur de Pacy, en Bourgogne, où il fonda une nouvelle branche cadette de la famille de Girard.

### Déclin et extinction de la famille
C'est d'abord le fils aîné de Joachim, Jean (II) qui lui succède. Devenu seigneur de Bazoges autour de 1470, il meurt le 24 janvier 1479, sans descendance. On ne sait pas exactement qu'elle fut la cause de sa mort, mais dans une lettre du 10 décembre 1474, Jean II GIrard, écuyer seigneur de Bazoges, Moricq, etc., s'excuse auprès d'Olivier de Coëtivy, duc de Rocherfort, de ne pas pouvoir venir lui-même lui rendre hommage pour la terre de Fief-Chausseau (en Charente-Maritime), et explique qu'il est malade, « depuis deux ans ». C'est certainement cette maladie qui semble-t-il l'a cloué au lit toute sa vie.
La mort de Jehan II place à la tête des seigneuries des Girard son frère cadet, Joachim II, chevalier, seigneur de Bazoges (1479-1518), Moricq, etc., chambellan de Louis XII, conseiller du roi, vicomte d'Aulnay (il succède ainsi à ses oncles maternels), capitaine du port de La Rochelle (en 1493) et gouverneur du Talmondais (en 1508). Cette dernière charge lui causa apparemment plusieurs soucis. Le prince de Talmond, Louis II de la Trémoïlle, étant en Italie avec le roi, il avait nommé Joachim II Girard gouverneur du pays talmondais. Mais l'épouse de Louis II, Gabrielle de Bourbon-Montpensier, avait elle nommée Louis Cathus, un noble talmondais, gouverneur de la place forte. Les deux gouverneurs ne s'entendant pas, et si l'on en croit une lettre écrite par Louis Cathus à Gabrielle, le seigneur de Bazoges laissait ses hommes piller et rançonner les marchands talmondais, à tel point que Louis et son fils n'osait plus sortir du château. Joachim II a été marié trois fois : à Jeanne Doriolle, fille du Chancelier Pierre Doriolle, à une inconnue, et enfin à Jacquette du Puy du Fou, fille de François II du Puy du Fou. Il eut deux fils avec sa dernière épouse, prénommés Joachim et Jean.
C'est donc logiquement son fils aîné, Joachim III (seigneur de Bazoges, etc., 1518-1525), qui hérite des terres à la mort de son père. Il meurt sans descendance, mais c'est vraisemblablement lui qui lança la construction du porche renaissance et de la fuie du château de Bazoges.
Son successeur est donc son frère cadet, Jean III Girard, chevalier, seigneur de Bazoges (1525-1563), Moricq, etc. Panetier de France, Chevalier de l'ordre de Saint-Michel. C'est sous le règne de Jean III que la fuie Bazoges fut achevée, puisque c'est son blason associé à celui de son épouse, Valentine Lorfeyvre, qui se trouve sur le linteau de la porte. Avec ses 1 980 boulins, ce colombier jamais restauré (les charpentes et maçonneries sont celles d'origine, seules les tuiles ont été changées) passe pour l'un des mieux conservés d'Europe au vu de sa taille et de son âge. C'est également sous Jean III que les derniers agrandissements de l'église castrale ont lieu : c'est son blason, associé à ceux des Puy du Fou (sa mère), des Harpedanne de Belleville (famille alliée par le sang aux Girard) et de la seigneurie de Bazoges qui figure sur le dossier du banc seigneurial. En 1555, Jean III Girard de Bazoges lance la construction du château de la Guignardière, à Avrillé. Cet ensemble, jamais achevé, se détache du style renaissance (que l'on retrouve en Vendée au Puy du Fou, à Terre-Neuve, Apremont ou aux Granges-Cathus) et est déjà annonciateur du style classique. Le 27 février 1551 et de nouveau le 22 juin 1553, le roi Henri II avait confié à Jean Girard les pouvoirs de police sur le Poitou.
Le 1er février 1563, Jean III Girard de Bazoges se trouve au port de la Claye, sans doute parce qu'il voyage entre ses terres poitevines (La Claye est un passage obligé entre Bazoges et Moricq par exemple). C'est là qu'il est assassiné par un seigneur protestant, Louis Bouchard, seigneur de la Robertière. Le 12 juin 1564, sa veuve Valentine Lorfeyvre obtient la condamnation à mort du meurtrier : il sera soumis au supplice de la roue, ses biens lui seront confisqués et ses titres retirés, son château de la Robertière (ou Rabastière, près de Talmond) sera rasé. SI la sentence est confirmée par le parlement de Paris le 1er février 1565, on ne sait pas si elle a été exécutée.
Jean III Girard et Valentine Lorfeyvre ont eu trois enfants, uniquement des filles. La cadette, Claude, épousa en 1545 Henri de Grouches, seigneur de Gribouval ; la benjamine, Antoinette, épousa en 1560 Baudouin de Goulaine, chevalier seigneur de Martigné-Briand. L'aînée, Marguerite Girard, hérita de toutes les terres et titres de son père. Devenue dame de Bazoges, Moricq, la Guignardière, la Grimaudière, Saint-Martin-Lars, le Châtenay, le Givrand, Mayré, la Grenouillère, la Fosse, la Méronière et Marillet, elle apporta tout l'héritage des Girard de Bazoges à son époux, Charles Poussard, seigneur de Fors et du Vigean.
Après deux siècles de règne sur Bazoges et ses autres terres poitevines, la famille Girard de Bazoges s'éteignit dans celle des Poussard du Vigean. Mais on connâit une demoiselle de Girard de Bazoges mariée en 1668 à Trophime II Launay d'Antraigues, et elle était la fille d'un Henri Girard de Bazoges, intendant des armées navales La branche aînée de la famille, les Girard de la Guessière, s'était éteinte dans les années 1540. Jean III Girard a bien tenté de récupérer les terres de ses cousins, mais celles-ci furent finalement accordées à Marc Buet, seigneur du Plessis-Buet. Les branches cadettes issues des Girard de Bazoges (branches du Givrand et de Pacy), eurent elles-mêmes des branches cadettes, mais il semble que toutes étaient éteintes à la veille de la Révolution. Mais le savant Expilly nomme une famille de Girard de Coulondres issue des Girard de Bazoges et qui a survécu plus tard encore. De nombreux autres Girard sont mentionnés dans les sources, notamment des maires de La Rochelle, mais les liens sont impossible à établir clairement entre eux et la famille de la noblesse poitevine.